# Edésio Frias
Edesio Frias de Araujo (Moreno (PE), 9 de novembro de 1940) é um advogado, empresário, contador e político brasileiro. Exerceu o mandato de deputado federal constituinte em 1988. Filho de Guilherme Thell de Araújo e de Gemina Frias de Araújo.  
Edesio se mudou para o Rio de Janeiro ainda criança com sua família que, até então, residia em Pernambuco. Em 1972, formou-se em Direito na Faculdade de Ciências Jurídicas.  
É também evangélico. Iniciou sua vida política em 1970 concorrendo a um mandato na Assembleia Legislativa do Estado da Guanabara pelo Movimento Democrático Brasileiro (MDB), partido em contraposição ao regime militar que havia sido instaurado no país em 1964, mas não conseguiu se eleger. Ele também assumiu, de 1971 a 1974, a direção da divisão do trabalho e do Departamento Assistencial do Sistema Penitenciário do Estado da Guanabara.  
Já em 1974, foi eleito deputado estadual pelo MDB com votos expressivos das camadas de baixa sociedade nos subúrbios cariocas de Madureira, Cascadura, Campinho e Vila Valqueire. Foi reeleito em 1978 para mais quatro anos de mandato e, com o fim do bipartidarismo e a reorganização partidária pela redemocratização, filiou-se ao PMDB, que foi a sigla que sucedeu o MDB. Em suas passagens pelo legislativo, comandou a Comissão de Educação e Cultura e a Comissão de Trabalho e Legislação Social.  
Em 1986, concorreu para o cargo de deputado federal na Assembleia Nacional Constituinte, desta vez, filiado ao PDT do Rio de Janeiro e foi eleito constituinte, ficando como seu suplente o Sr. Doutel de Andrade. Edesio assumiu o mandato titular na Câmara e começou a participar dos trabalhos legislativos na Constituinte, principalmente, como titular da Subcomissão dos Municípios e Regiões, da Comissão da Organização do Estado e como suplente da Subcomissão dos Negros, Populações Indígenas, Pessoas Deficientes e Minorias.  
Na Câmara, votou a favor de temas relacionado à estabilidade de empregos, legalização do aborto, da jornada de trabalho de 40 horas semanais, do turno ininterrupto de seis horas diárias de trabalho, da adoção do voto facultativo aos 16 anos de idade, da manutenção do sistema presidencialista e da criação de um fundo de apoio para reforma agrária. Posicionou-se contra a proposta de mandato de 5 anos do então presidente José Sarney, a pena de morte e a pluralidade sindical.  
Após a inauguração da Constituição de 1988, Edesio continuou como deputado federal e só foi pedir licença do cargo em 1989, para assumir a Secretaria de Governo da Prefeitura do Rio de Janeiro a pedido do então prefeito na ocasião Marcelo Alencar. Um ano depois, no entanto, voltou à Câmara como deputado. 
Tentou um cargo na Câmara novamente em 1990 ainda pelo PDT, mas ficou apenas como suplente na chapa. Em Março de 1990 assumiu o cargo titular depois de seu cabeça de chapa, Bocaiúva Cunha (PDT), ter aceitado assumir a Secretaria de Obras do governo do Rio de Janeiro de Leonel Brizola (1991 - 1994). Foi, neste ano em que assumiu, titular da Comissão de Relações Exteriores da Câmara dos Deputados.  
Em 2003, foi convidado pelo ex-deputado Luís Alfredo Salomão, então diretor da Agência Nacional do Petróleo (ANP), para ser assessor técnico. Edésio foi também diretor da Fundação Nacional do Bem-Estar do Menor (Funabem) e fez parte do grupo que fundou a Universidade Estadual da Zona Oeste (UEZO), cujo primeiro reitor foi o Dr. Marco Antonio Lucido. 